# Camila Figueroa
Camila Figueroa (8 de marzo de 1998) es una deportista peruana que compite en judo. Ganó una medalla de bronce en los Juegos Panamericanos de 2023, en la categoría de –78 kg.

## Palmarés internacional
| Juegos Panamericanos | Juegos Panamericanos | Juegos Panamericanos | Juegos Panamericanos |
| Año                  | Lugar                | Medalla              | Categoría            |
| -------------------- | -------------------- | -------------------- | -------------------- |
| 2023                 | Santiago (Chile)     | Medalla de bronce    | –78 kg               |